# 奈特·沙马兰
M·奈·沙馬蘭（英語：M. Night Shyamalan，1970年8月6日—），本名為馬諾傑·內利亞圖·沙馬蘭（Manoj Nelliattu Shyamalan），是一位印度裔美国電影編劇、導演、製作人以及演員。截至2006年中，他在商業上最成功的電影是1999年的《第六感》（The Sixth Sense），該片由布鲁斯·威利斯和海利·乔·奥斯蒙（Haley Joel Osment）主演，在全世界的票房累積超過6億美元。沙马兰以及傑伊·錢德拉薩卡等都是好莱坞印度裔电影人的杰出代表。和他的偶像之一一样，沙马兰喜歡在電影中客串演出。

## 经历

### 早年
奈特·沙馬蘭出生於印度本地治里省的马埃区（Mahé），是典型的南印度人。其父亲萊利杜·沙马兰（Nelliattu C. Shyamalan）是马来亚裔的醫师，母亲加亞（Jayalakshmi）則是泰米尔族的妇产科医师。1960年代，在沙馬蘭的父母從醫學院畢業並產下第一個孩子葳娜（Veena）之後，便搬到美國。但沙马兰的母亲在怀他的最后五个月时返回印度，在她父母亲位于印度金奈的家中度过。
沙马兰在本地治里度过了他生命的最初六个月，之后在宾夕法尼亚州潘恩谷（Penn Valley）郊区的富裕家庭里长大。他在羅沃瑪倫鎮（Lower Merion）附近的一所私立教会高中（The Episcopal）畢業后，顺利进入私立Catholic学校Waldron学院继续学业。这之后，沙马兰升入位于曼哈顿的纽约大学Tisch艺术学院学习，并于1992年毕业。
沙马兰在很小的时候得到了一部超8毫米摄像机，那时他就表现出对拍摄电影的强烈愿望。他父亲希望他能继承家族事业在医学上有所建树，而他母亲则鼓励他做自己喜欢的事。沙马兰17岁时已拍摄了45部家庭电影，那时他已经是史蒂文·斯皮尔伯格的影迷。从《鬼眼》开始，影片的DVD中都会加入他儿时拍摄影片的一些片段，作为他拍摄类似影片的初次尝试的花絮。
沙马兰还在纽约大学读书的时候，用从家里和朋友处借来的钱拍摄了他的首部影片《Praying with Anger》，该片于1992年9月12日于多伦多电影节放映，他被David Overbey引荐，后者认为接下来几年人们看到更多沙马兰的作品。这部电影还曾在加拿大的电视上播出。这部拍摄于印度马德拉斯菊的Chennai的影片，同时也是沙马兰唯一一部在宾夕法尼亚州之外地方拍摄的影片。

### 《驚心動魄》
《驚心動魄》讲述发生在David Dunn（布鲁斯·威利饰）身上的神奇故事，他是一次火车事故中唯一的幸存者。一个偶然的机会他遇到一个热衷漫画收集的人Elijah Price（山繆·傑克森饰）。Elijah用很多精心策划的事件来证明David是一个拥有超强能力的人。该片成本7,500万美圆，美国国内收益9,500万美圆全球总收益2亿4,800万美圆。

### 《森魔》
入選電影筆記2004年度十大電影第二名

### 《水中女妖》
《水中女妖》，2006年7月21日上映，讲述费城的一个公寓管理员Cleveland Heep（保罗·吉亚玛提饰）在游泳池发现了一位名叫Story的神秘女子（布莱斯·达拉斯·霍华德饰），他和公寓的其他住客逐渐意识到她是一个水妖，她为要逃离自己所在的世界而处境危险......

### 《破天慌》
於2008年6月13日在美國上映。

### 票房成绩
- 《鬼眼》

成本：40,000,000美圆 全球收益：672,806,292美圆（国内293,506,292美圆及海外379,300,000美圆）
- 《不死劫》

成本：73,200,000美圆 全球收益：248,118,121美圆（国内95,011,339美圆及海外153,106,782美圆）
- 《天兆》

成本：70,200,000美圆 全球收益：408,247,917美圆（国内227,966,634美圆及海外180,281,283美圆）
- 《灵异村》

成本：71,600,000美圆 全球收益：256,697,520美圆（国内114,197,520美圆及海外142,500,000美圆）
资料来源：box office mojo网站（页面存档备份，存于） 及 The Smoking Gun （页面存档备份，存于）

## 其他媒体

### 其他媒体中的涉及
奈特·沙马兰是美国动画电视节目《机器鸡（Robot Chicken）》中经常调侃的对象。比如第9集《The Twist》是一个科幻电影，编剧导演及演员均是沙马兰（由塞思·格林配音），该集中有一连串在下一秒就发生意想不到变化的情节，来讽刺沙马兰的每部电影都要在结束之时给人意外的噱头。

## 作品列表

### 電影
| 年份 | 標題                                    | 導演 | 監製 | 編劇 | 演員 | 角色                   | 附註 |
| ---- | --------------------------------------- | ---- | ---- | ---- | ---- | ---------------------- | ---- |
| 1992 | 憤怒的祈禱 Praying with Anger           | 是   | 是   | 是   | 是   | Dev Raman              |      |
| 1998 | 小鬼一籮筐 Wide Awake                   | 是   | 否   | 是   | 否   |                        |      |
| 1999 | 靈異第六感 The Sixth Sense              | 是   | 否   | 是   | 是   | Dr. Hill               |      |
| 1999 | 一家之鼠 Stuart Little                  | 否   | 否   | 是   | 否   |                        |      |
| 2000 | 驚心動魄 Unbreakable                    | 是   | 是   | 是   | 是   | 體育場的毒販Jai        |      |
| 2002 | 靈異象限 Signs                          | 是   | 是   | 是   | 是   | Ray Reddy              |      |
| 2004 | 陰森林 The Village                      | 是   | 是   | 是   | 是   | Jay                    |      |
| 2006 | 水中的女人 Lady in the Water            | 是   | 是   | 是   | 是   | Vick Ran               |      |
| 2008 | 破·天·慌 The Happening                  | 是   | 是   | 是   | 是   | Joey（聲演）           |      |
| 2010 | 降世神通：最後的氣宗 The Last Airbender | 是   | 是   | 是   | 是   | 在地營的神通（未掛名） |      |
| 2010 | 惡靈電梯 Devil                          | 否   | 是   | 是   | 否   |                        |      |
| 2013 | 地球過後 After Earth                    | 是   | 是   | 是   | 否   |                        |      |
| 2015 | 探訪 The Visit                          | 是   | 是   | 是   | 否   |                        |      |
| 2016 | 分裂 Split                              | 是   | 是   | 是   | 是   | Jai                    |      |
| 2019 | 異裂 Glass                              | 是   | 是   | 是   | 是   | Jai                    |      |
| 2021 | 詭老 Old                                | 是   | 是   | 是   | 是   | 度假村員工             |      |
| 2023 | 敲敲門 Knock at the Cabin               | 是   | 是   | 是   | 是   | 電視購物主持人         |      |
| 2024 | 窺探者 The Watchers                     | 否   | 是   | 否   |      |                        |      |
| 2024 | 圈套 Trap                               | 是   | 是   | 是   | 是   | 演唱會工作人員         |      |

### 電視劇
| 年份      | 標題                   | 導演 | 監製 | 編劇 | 演員 | 角色               | 附註 |
| --------- | ---------------------- | ---- | ---- | ---- | ---- | ------------------ | ---- |
| 2007      | 大明星小跟班 Entourage | 否   | 否   | 否   | 是   | M. Night Shyamalan |      |
| 2015–2016 | 陰松林 Wayward Pines   | 是   | 是   | 否   | 否   |                    |      |
| 2019–2023 | 靈異女僕 Servant       | 是   | 是   | 否   | 否   |                    |      |

## 評價
| 電影名稱   | 爛番茄    | 爛番茄   | 爛番茄   | Metacritic  | IMDB | Box Office Mojo | Box Office Mojo |
| 電影名稱   | 整體評價  | 專業影評 | 觀眾票選 | Metacritic  | IMDB | 北美票房        | 全球票房        |
| 小鬼一籮筐 | 41% (29)  | 29% (7)  | 64%      |             | 6.2  | $282,175        |                 |
| 靈異第六感 | 85% (126) | 79% (28) | 87%      | 64/100 (35) | 8.2  | $293,506,292    | $672,806,292    |
| 驚心動魄   | 68% (157) | 58% (33) | 73%      | 64/100 (31) | 7.3  | $95,011,339     | $248,118,121    |
| 靈異象限   | 74% (223) | 56% (39) | 65%      | 59/100 (36) | 6.8  | $227,966,634    | $408,247,917    |
| 陰森林     | 42% (199) | 49% (39) | 59%      | 44/100 (40) | 6.9  | $114,197,520    | $256,697,520    |
| 水中的女人 | 24% (207) | 13% (38) | 54%      | 36/100 (36) | 5.8  | $42,285,169     | $72,785,169     |
| 破天慌     | 18% (168) | 11% (36) | 29%      | 34/100 (38) | 5.2  | $64,506,874     | $163,403,799    |
| 最後的氣宗 | 6% (161)  | 7% (29)  | 42%      | 20/100 (33) | 4.5  | $131,601,062    | $318,502,923    |
| 地球過後   | 11% (181) | 10% (39) | 38%      | 33/100 (41) | 5.0  | $60,522,097     | $183,321,030    |
| 探访惊魂   | 64% (202) | 67% (36) | 52%      | 55/100 (33) | 6.2  | $65,206,105     | $98,450,062     |
| 分裂       | 77% (191) | 62% (45) | 79%      | 62/100 (53) | 7.5  | $138,291,365    | $278,454,358    |
| 異裂       | 37% (371) | 27% (49) | 68%      | 43/100 (53) | 6.7  | $111,035,005    | $246,985,576    |
| 詭老       | 50% (317) | 44% (59) | 53%      | 55/100 (53) | 5.8  | $48,242,512     | $90,112,512     |
| 敲敲門     | 67% (334) | 62% (73) | 63%      | 63/100 (60) | 6.1  | $35,397,980     | $54,760,947     |
| 圈套       | 57% (238) | 47% (43) | 65%      | 52/100 (46) | 5.9  | $42,777,281     | $82,677,281     |